# Кала (Німеччина)
Кала (нім. Kahla) — місто в Німеччині, розташоване в землі Тюрингія. Входить до складу району Заале-Гольцланд.
Площа — 7,97 км2. Населення становить 6806 ос. (станом на 31 грудня 2021).